# Capo Kjellman
Capo Kjellman è un capo roccioso situato all'estremità occidentale della penisola Belitsa, sulla costa occidentale della Terra di Graham, in Antartide. Situato in particolare all'estremità settentrionale della costa di Davis, capo Kjellman è considerato uno dei confini geografici di quest'ultima, dividendola dalla penisola Trinity, che rappresenta l'estremità settentrionale della Penisola Antartica e il cui confine meridionale è una linea immaginaria che corre da capo Kjellman a capo Longing, sulla costa orientale della Terra di Graham. Oltre a ciò capo Kjellman rappresenta anche il confine orientale della bocca della baia di Charcot.

## Storia
Capo Kjellman è stato avvistato durante la spedizione di ricerca britannica svolta nel 1828-31 e comandata da Henry Foster. In seguito la regione fu cartografata più in dettaglio nel corso della spedizione Nordenskjöld-Larsen, svoltasi dal 1901 al 1904 e condotta da Otto Nordenskjöld, e proprio quest'ultimo ribattezzò il capo con il suo attuale nome in onore del botanico svedese Frans Reinhold Kjellman.